# Ecocentrismo
Ecocentrismo (do grego: οἶκος, oikos, "casa"; and κέντρον, kentron, "centro". Pronunciado ekōˈsenˌtrizmo) se trata de uma linha política de filosofia ecológica que apresenta um sistema de valores centrado na natureza, em oposição ao antropocentrismo. Em dizeres amplos, onde o homem é membro da natureza, compondo assim em seu meio natural de valor equitante aos animais. Desta forma, o homem sendo parte da natureza, deve se comportar harmoniosamente e em equilíbrio com a mesma.

## Uso do termo

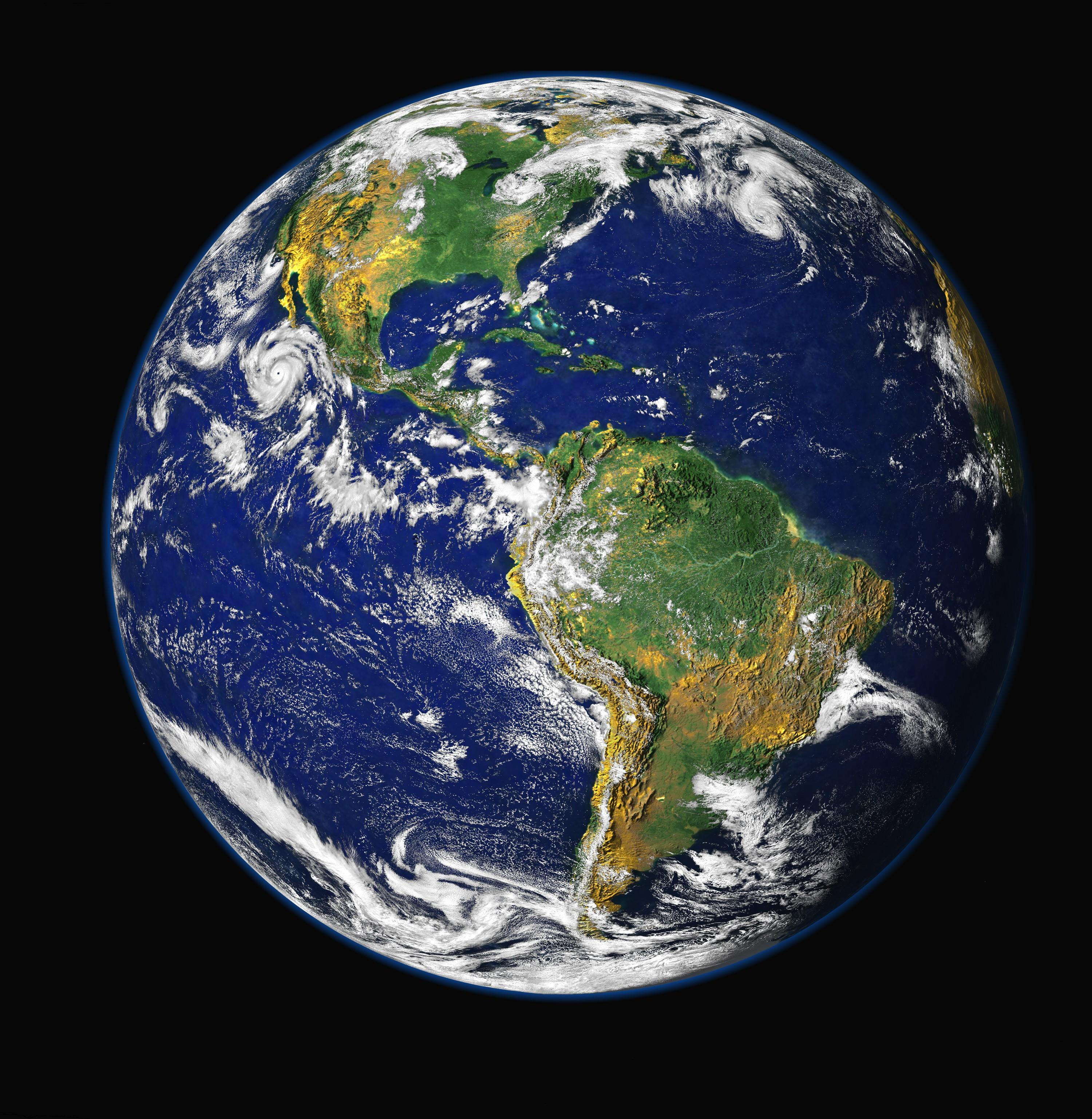
A Terra é o único planeta conhecido por sustentar a vida.

A justificação para ecocentrismo normalmente consiste numa crença ontológica e subsequente afirmações éticas. A crença ontológica nega qualquer divisão existencial entre humanos e natureza não humana que é suficiente para dar terreno para suposições de que os seres humanos são
- os únicos com valores morais intrínsecos, ou
- possuidores de valores intrínsecos morais maiores do que os de natureza não humana.

Por conseguinte, as subsequentes afirmações éticas são por reconhecimento da equabilidade de valores intrínsecos entre humanos e os de natureza não humana, ou 'Igualitarismo Biosférico'.
Antropocentrismo tem deixado a proteção da natureza não humana subjetiva à demanda das necessidades humanas, e, por conseguinte, não mais do que dependente do bem estar humano. Uma ética ecocêntrica, em contraste, acredita-se ser necessária em ordem de desenvolver uma base não efêmera para a proteção do mundo natural.
Críticos do ecocentrismo têm defendido que isso abre espaço para uma negação do humanismo como valor moral, o que coloca em risco o conceito de democracia, de respeito ao pluralismo e à diversidade, sugerindo um sacrifício do bem estar social em favor de um 'bem maior' não claramente definido.

## Criação
A Ética Ecocêntrica foi concebida por Aldo Leopold e reconhece que todas as espécies, incluindo humanos, são produto de um longo processo evolucionário e são inter-ligados em seus processos de vida. Os textos de Aldo Leopold e sua ideia de Ética para com a terra e bom gerenciamento do meio ambiente são elementos chave desta filosofia.
Ecocentrismo se foca em na comunidade biótica como um todo e tenta manter a composição do ecosistema e seus processos ecológicos. O termo também é expresso no primeiro princípio do movimento Ecologia Profunda, tal qual formulado por Arne Naess e George Sessions em 1984, que aponta que antropocentrismo, que considera humanos o centro do universo e o ápice da criação, é um oponente difícil do ecocentrismo.

### Princípios Chave
Primeiro: A Ecosfera é o centro de Valor da Humanidade
Segundo: A Criatividade e Produtividade dos Ecossistemas da Terra Depende de Sua Integridade
Terceiro: A Perspectiva Terracentrica é apoiada pela História Natural
Quarto: Ética Ecocêntrica está firmada na Consciência de nosso Lugar na Natureza
Quinto: Uma Perspectiva Global Ecocêntrica Valoriza Diversidade de Ecossistemas e Culturas
Sexto: Ética Ecocêntrica Apoia a Justiça

### Princípios de Ação
Sétimo: Defender e Preservar o Potencial Criativo da Terra
Oitavo: Reduzir o Tamanho da População Humana
Nono: Reduzir o Consumo das Terra por Seres Humanos
Décimo: Promover um Governo Ecocêntrico
Décimo Primeiro: Propagar a Mensagem

## Manifesto
Em 2004 Ted Mosquin and Stan Rowe publicaram A Manifesto for Earth no Journal Biodiversity.
Este é reproduzido aqui como se segue:
Qualquer um que procure pelo sentido da vida, por convicções de apoio que tomem diversas formas. Muitos procuram por uma fé que ignore ou descarte o mundo, não compreendendo de forma profunda que nós nascemos da Terra e por ela somos nutridos durante nossas vidas. Na cultura industrial dominante de hoje, Terra-enquanto-casa não é um conceito óbvio. Poucos param diariamente para considerar com admiração a matriz envolvente da qual nós vivemos, e para a qual, no fim, nós tomos retornamos. Porque nós somos para com a Terra, a harmonia de suas terras, mares, céus e incontáveis organismos carregam rico significado pouco compreendido. Nós estamos convencidos de que até que a Ecosfera seja reconhecida como a indispensável base para todas as atividades humanas, pessoas vão continuar a colocar os seus interesses imediatos como prioridade. Sem uma perspectiva ecocêntrica que sirva como âncora para os valores e propósitos numa realidade maior do que a de nossa espécie, a resolução dos conflitos politicos, económicos, e religiosos será impossível. Até que o foco limitado de comunidades humanas seja ampliado para incluir os ecossistemas da Terra - os lugares próximos e regionais nos quais nós habitamos - programas para uma forma de viver sustentável estão fadados ao fracasso . Uma confiante adesão para com a Ecosfera, uma empatia estética para com a Natureza que nos cerca, um sentimento de espanto pelo milagre da Terra Viva e sua misteriosa harmonia, é a maior herança não reconhecida pelo homem. Carinhosamente reconhecida novamente, nossas conexões para com o mundo natural irão começar a preencher a lacuna nas vidas no mundo industrializado. Propósitos ecológicos importantes que a civilizaçnao e urbanização tem deixado no escuro irão re-emergir. O objetivo é a restauração da diversidade e beleza da Terra, com nossa prodigial espécie, uma vez mais como um cooperativo, responsável e ético membro.